# 大森健二
大森 健二（おおもり けんじ、1947年9月15日 - ）は、岡山県出身の元競艇選手。

## 来歴
1964年にデビューし、重量級ながら果敢なイン戦と豪快なツケマイでファンを驚嘆、魅了してきた。
若手の頃には村上一行・黒明良光・林通と一緒に「岡山ヤング会」を作って、櫃石島で泊まり込みのキャンプなどをやっていた。
1993年は、物凄く調子の良い年で、年間の優出回数が26回を数え、年間の最高優出記録を打ち立てた。重量級のためランナ－戦を走ることが多かったが、大森曰く「実を言うとランナは好きではなかった。ランナよりもハイドロで活躍したい」と思っていた。ランナ戦の頃に流行っていた全速ターンをハイドロに取り入れていたので、スピードで勝っていた。ランナよりもハイドロで活躍したいという気持ちは、岡山の同僚の影響が大きかった。
若い頃からの友達がSGで優勝するのを見て「俺も負けられない」という気持ちがずっとあり、1994年には優勝した下関・中国地区選で良いプロペラが完成したため、自信を持って第29回総理大臣杯競走（平和島）に参戦。優勝戦は中道善博がインからコンマ08のスタートで先手を取ったが、大森が2コースから得意の全速を決めて勝った。全速とは思わなかった松田雅文の差しも寄せ付けず、自身唯一で悲願のSG制覇を決めた。勝った時は「やっと友達と同じ立場に立てた」と思い、選手生活で一番充実していた時期となった。
2004年には第5回競艇名人戦競走（住之江）で3号艇2コース進入からまくりを決め、原田順一・林貢・桑原淳一を抑えて最後のGIタイトルを獲得。これが結果的に最後の優勝ともなり、2006年4月6日の丸亀一般戦「日本モーターボート選手会会長杯」で長岡茂一・西島義則と共に優出したのが最後の優出（5号艇3コース進入から4着）となった。
同29日の浜名湖一般戦「みどりの日スペシャル ネイチャーアタック」3日目6Rで5号艇ながらインから逃げ切って通算2729勝目を挙げ、これが最後の勝利となった。5月6日の丸亀一般戦「蓬莱杯争奪GW大賞」4日目11Rスマイル選抜が最後の出走となり、2007年限りで現役を引退。

## 獲得タイトル
※太字はSGレース
- 1973年 - 桐生開設17周年記念競走
- 1976年 - 浜名湖開設23周年記念競走
- 1994年 - 第29回総理大臣杯競走（平和島）、中国地区選手権競走（下関）
- 2004年 - 第5回競艇名人戦競走（住之江）